# Gustaf Henry Hansson
Gustaf Henry Hansson (i riksdagen kallad Hansson i Göteborg), född 19 november 1894 i Kristiania (nuvarande Oslo), Norge, död 2 maj 1976 i Johanneberg, Göteborg, var en svensk politiker (högerpartiet) och civilingenjör.
Hansson var ledamot av riksdagens första kammare 1958-1966, invald i Göteborgs stads valkrets.
Gift 1921 med Olga Sofia (1894–1978).